# Opération clandestine
Une opération clandestine ou action clandestine est une opération illégale, dirigée par un État mais non revendiquée par celui-ci pour des raisons politiques ou diplomatiques. L'illégalité de ces opérations implique qu'elles soient secrètes ; elles ne sont donc théoriquement pas rapportées auprès des médias, ni reconnues par les gouvernements.
Ces actions peuvent être par exemple des attentats, enlèvements, assassinats, libération de prisonniers, opérations commando ou paramilitaires.
En temps de paix, les gouvernements font souvent appel à leurs services de renseignement qui entretiennent déjà secrètement à l'étranger des infrastructures et des agents. De même, l'organisation de telles opérations met en jeu des techniques comparables à celles utilisées dans les activités de renseignement (secret).

## États-Unis
Le gouvernement américain distingue plusieurs définitions d'opérations différentes. La principale est le terme covert action (qui peut être traduit par « action secrète » ou « dissimulée ») qui recouvre « une activité ou des activités du gouvernement des États-Unis pour influencer des conditions politiques, économiques ou militaires à l'étranger, où il est prévu que le rôle US ne soit pas apparent ou reconnu publiquement ». L'ordre d'effectuer une telle action doit faire l'objet d'un finding présidentiel justifiant l'action qui doit être communiqué aux comités du Congrès de supervision des services de renseignement.
Un autre terme, special activities, était initialement équivalent à celui de covert action, mais la définition de ce dernier terme a été revue en 1991, réduisant le domaine qu'il recouvre. Les special activities comprennent, outre les covert actions, la formation des armées, services de renseignement et services de sécurité d'autres pays, la fourniture de renseignement et d'assistance à des gouvernements étrangers, et l'exfiltration de transfuges.
Le dictionnaire du département de la Défense des États-Unis définit plusieurs catégories d'opérations :
- clandestine operation : une opération menée de manière à assurer le secret ou la dissimulation de l'opération.
- covert operation : une opération menée de manière à dissimuler l'identité du commanditaire ou permettre un démenti plausible de la part du commanditaire
- low visibility operations : des opérations sensibles mais où les restrictions politico-militaires ne sont pas nécessaires ou pas faisables. Des actions sont prises de manière à limiter l'exposition des personnes impliquées et/ou de leurs activités. Ces opérations sont entreprises en sachant que l'action et son commanditaire peuvent exclure un démenti plausible.
- overt operation : une opération conduite ouvertement, sans dissimulation.

## Culture populaire

### Séries
- La série Marvel's The Punisher fait mention du service des opérations clandestines
- La série Le Bureau des légendes met en scène des opérations clandestines à travers le monde menées par la DGSE

### Cinéma
- La saga The Expendables met en scène des mercenaires qui sont engagés par la CIA pour des missions clandestines
- Le film Agents secrets met en scène deux opérations clandestines menées par des agents de la DGSE

### Jeux vidéo
- Les 5 jeux vidéo Black Ops de la série Call of Duty mettent en scène des opérations clandestines de l’armée américaine notamment pendant la Guerre froide contre l'URSS